# Трнавка (притока Ондави)
Трнавка (словац. Trnávka) — річка в Словаччині, права притока Ондави, протікає в окрузі Требишів.
Довжина — 35 км.
Бере початок в масиві Солоні гори — на висоті 470 метрів. Протікає селами Дарґов і Трнавка. Впадають канал Дреньовець і Трнава. Збудоване водосховище Сечовце.
Впадає у Ондаву біля села Грань на висоті 97 метрів.